# Лесной разбойник (фильм, 2006)
«Лесной разбойник» (нем. Der Räuber Hotzenplotz) — немецкий фильм 2006 года, снятый режиссёром Гернотом Роллем по роману Отфрида Пройслера «Разбойник Хотценплотц».

## Сюжет
Чудесная мелодия, разносившаяся по округе из любимой бабушкиной музыкальной кофемолки, подаренной Касперлем и его другом Сеппелем на день рождения, привлекает разбойника Хотценплотца, который грабит старушку. На стороне разбойника Хотценплотца находится злой волшебник Петросилиус Цвакельманн, живущий в страшном замке. Друзья-шалопаи Касперль и Сеппель берутся за расследование. Им нужно вернуть бабушкину кофемолку и наказать двух злодеев. А помогать им в этом будет фея Амариллис со своими сверхъестественными способностями…

## В ролях
| Актёр              | Роль                      |
| ------------------ | ------------------------- |
| Армин Роде         | разбойник Хотценплотц     |
| Мартин Штюрк       | Касперль                  |
| Мануэль Штайц      | Сеппель                   |
| Руфус Бек          | Петросилиус Цвакельманн   |
| Катарина Тальбах   | вдова Шлоттербек          |
| Пит Клоке          | полицейский Демпфельмозер |
| Барбара Шёнебергер | фея Амариллис             |
| Кристиана Хёрбигер | бабушка                   |
| Армин Майвальд     | фотограф                  |
| Пауль Маар         | помощник фотографа        |

## Съёмочная группа
- Режиссёр: Гернот Ролль
- Продюсеры: Ульрих Лиммер, Мартин Московиц
- Сценаристы: Клаус Питер Хант, Ульрих Лиммер
- Оператор: Гернот Ролль
- Композитор: Никола Пьовани

## Дополнительно
Съёмки фильма проходили в городах Прага и Зеслах, в замке Бургпреппах и в швейцарском природном заповеднике Дауба.

## Награды
- Мюнхенский кинофестиваль — награда (2006)[1]